# Stenamma picopicucha
Stenamma picopicucha (лат.) — вид мелких муравьёв рода Stenamma из подсемейства Myrmicinae (Formicidae). Центральная Америка: Никарагуа, Гондурас.

## Описание
Мелкие муравьи, длина около 3 мм. Общая окраска тела тёмно-коричневого цвета, ноги и усики жёлто-коричневые. Тело гладкое и блестящее. Длина головы рабочего (HL) 0,59—0,69 мм (ширина головы, HW — 0,52—0,64 мм). Длина скапуса усиков рабочего (SL) — 0,46—0,55 мм. Головной индекс (CI=HW/HL × 100) — 89—94, Индекс скапуса (SI=SL/HW × 100.) — 85—89. Усики 12-члениковые (булава из 4 сегментов). Глаза мелкие (до 6 омматидиев в самой широкой линии) расположены в переднебоковых частях головы. Жвалы с 6 зубцами (3 апикальных). Клипеус в передней части с 2—4 мелкими тупыми выступами — зубцами. Стебелёк между грудкой и брюшком состоит из двух сегментов (петиоль + постпетиоль). Это вид встречается в лесах на высоте 1400–2300 м. Вид сходен с таксонами Stenamma crypticum, Stenamma huachucanum, Stenamma ignotum, но его можно отличить от аналогичных форм по характерной форме жвал и клипеуса. Вид был впервые описан в 2013 году американским мирмекологом Майклом Бранштеттером (Michael G. Branstetter; Department of Entomology, Калифорнийский университет в Дэвисе и Национальный музей естественной истории, Смитсоновский институт, Вашингтон, DC, США).